# Římskokatolická farnost Velké Němčice
Římskokatolická farnost Velké Němčice je územní společenství římských katolíků s farním kostelem svatého Václava a svatého Víta v rámci hustopečského děkanství brněnské diecéze.

## Historie farnosti
Farní kostel zasvěcený Panně Marii stál v centru vsi pravděpodobně již v polovině 13. století. Poprvé je písemně zmiňován roku 1392. V té době existovala ve vesnici fara, která bývala obsazována řeholníky z velehradského kláštera. Původně románská stavba byla v 15. století goticky přestavěna. Kostel byl během první poloviny 17. století těžce poničen, nejprve při vpádu Štěpána Bočkaje roku 1605, později pak během třicetileté války. Z kostela pravděpodobně zůstaly pouze základy se zbytky zdiva. O obnovu kostela i fary se v polovině 16. století zasloužil patron Jan Montrochier se svou manželkou Voršilou. Kostel byl prakticky znovu vystavěn v raně barokním slohu a roku 1652 vysvěcen. 

## Duchovní správci
Farářem je od 1. října 2010 R. D. Mgr. Petr Havlát (jako administrátor zde působí od roku 1995).

## Bohoslužby
| Kostel                         | Místo         | Bohoslužba (den)                   | Hodina                                                                             | Poznámka     |
| ------------------------------ | ------------- | ---------------------------------- | ---------------------------------------------------------------------------------- | ------------ |
| svatého Václava a svatého Víta | Velké Němčice | neděle středa čtvrtek pátek sobota | 11.00 18.00 18.00 (zima)/19.00 (léto) 7.00 (1. v měsíci) 18.00(zima) /19.00 (léto) | Farní kostel |

## Aktivity farnosti
Dnem vzájemných modliteb farností za bohoslovce a bohoslovců za farnosti brněnské diecéze je 3. duben. Adorační den připadá na 19. června.
Ve farnosti se pravidelně koná tříkrálová sbírka. V roce 2014 se při ní vybralo 64 562 korun , což je 39,10 korun na jednoho obyvatelev roce pak 60 434 korun.Při sbírce v roce 2016 činil výtěžek 68 243 korun.
V roce 2018 dosáhl výtěžek sbírky 74 980 korun.
Pravidelně při bohoslužbách vystupuje farní sbor a schola.